# Distrito de Analalava

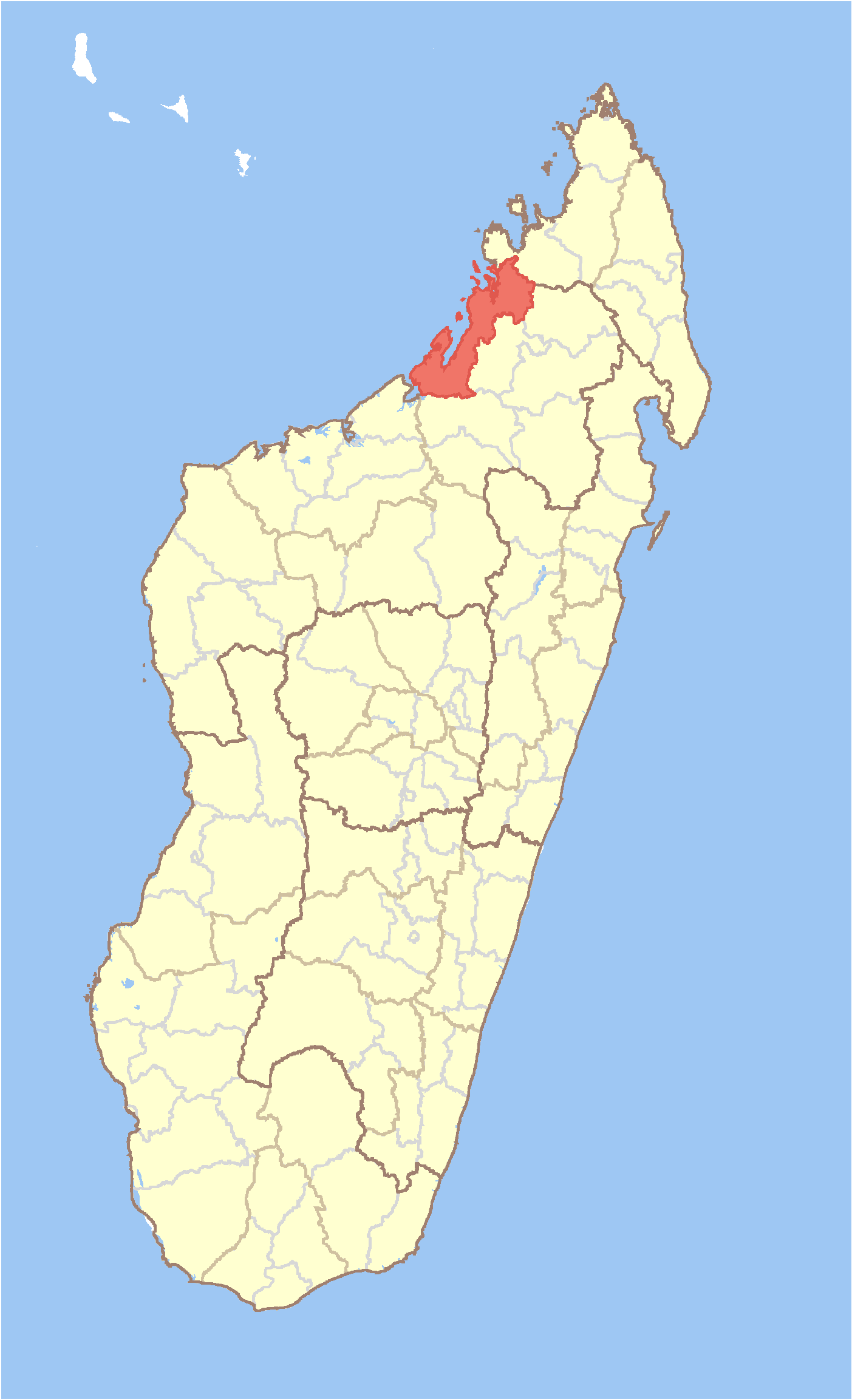
Distrito de Analalava

Analalava es un distrito en el norte de Madagascar. Es una parte de la Región de Sofía y limita con los distritos de Ambanja, en el noreste, Bealanana y Antsohihy en este y Boriziny (Port-Bergé) en el sur. La zona mide 4380 kilómetros cuadrados (1.691 millas cuadradas) y la población se estima en 89.917 habitantes en 2001.
El distrito se divide en 11 comunas.
- Ambaliha
- Ambarijeby
- Analalava
- Andriambavontsona
- Ankaramy Be
- Antonibe
- Befotaka
- Mahadrodroka
- Maromandia
- Marovantaza
- Marovatolena